# Seigo Narazaki
Seigo Narazaki (n. 15 aprilie 1976) este un fotbalist japonez.

## Statistici
| Japonia | Japonia | Japonia |
| An      | Meciuri | Goluri  |
| ------- | ------- | ------- |
| 1998    | 2       | 0       |
| 1999    | 3       | 0       |
| 2000    | 9       | 0       |
| 2001    | 1       | 0       |
| 2002    | 10      | 0       |
| 2003    | 12      | 0       |
| 2004    | 9       | 0       |
| 2005    | 4       | 0       |
| 2006    | 0       | 0       |
| 2007    | 1       | 0       |
| 2008    | 12      | 0       |
| 2009    | 6       | 0       |
| 2010    | 8       | 0       |
| Total   | 77      | 0       |